# التبصير في معالم الدين (كتاب)
التبصير في معالم الدين أو تبصير أولي النهى ومعالم الهدى هو كتاب لـ محمد بن جرير بن يزيد بن كثير بن غالب الشهير  بالإمام أبي جعفر محمد بن جرير الطبري، (224 هـ-310 هـ / 839-923م) وهو كتاب في العقيدة الإسلامية وبيان شيء من أصولها، وهو رسالة إلى أهل بلدة آمل طبرستان؛ إجابة على أهل البلدة له، فيشرح فيها ما تقلده من أصول الدين، وهو أحد الكتابين الذين ألفهما الطبري ليوضح فيهما معتقده وطريقته ومنهجه وهما: التبصير وصريح السنة، وقد قام عبد العزيز بن باز بشرحه في دروسه.

## سبب التأليف
يبين الطبري سبب تأليفه للكتاب هو أنه إجابة لسؤال أهل بلده آمل طبرستان، فيقول:
| التبصير في معالم الدين (كتاب) | سألتموني إيضاح قصد السبيل، وتبيين هدي الطريق لكم في ذلك بواضح من القول وجيز، وبين من البرهان بليغ؛ ليكون ذلك لكم إماماً في القول فيما اشتجر فيه الماضون تأتمون به، وعماداً تعتمدون عليه فيما تبتغونه من معرفة صحة القول في الحوادث والنوائب فيما يختلف فيه الغابرون. | التبصير في معالم الدين (كتاب) |

## الاستشهاد بالكتاب
من أبرز مواضيع الكتاب التي استشهد بها العلماء هي إثبات الطبري للصفات، فيقول الطبري:
| التبصير في معالم الدين (كتاب) | وذلك نحو إخبار الله تعالى ذكره إيانا أنه سميعٌ بصيرٌ، وأن له يدين لقوله: ﴿بل يداه مبسوطتان﴾، وأن له يمينًا لقوله: ﴿والسموات مطويات بيمينه﴾، وأن وله وجهًا لقوله: ﴿كل شيءهالك إلا وجهه﴾، وقوله: ﴿ويبقى وجه ربك ذو الجلال والإكرام﴾، وأن له قدمًا لقول رسول الله ﷺ: "حتى يضع الرب قدمه فيها"، يعني جهنم. وأنه يضحك إلى عبده المؤمن لقول النبي ﷺ للذي قتل في سبيل الله: "إنه لقي الله عز وجل وهو يضحك إليه"، وأنه يهبط كل ليلةٍ وينزل إلى السماء الدنيا، لخبر رسول الله ﷺ/ وأنه ليس بأعور لقول النبي ﷺ، إذ ذكر الدجال فقال: "إنه أعور، وإن ربكم ليس بأعور" | التبصير في معالم الدين (كتاب) |

وقد استشهد الذهبي في سير أعلام النبلاء بهذا المقطع على عقيدة الطبري. كما يرد الكتاب على المعتزلة والقدرية وغير ذلك.